# Parkia orae
Parkia orae är en rundmaskart som beskrevs av Yeates 1967. Parkia orae ingår i släktet Parkia och familjen Plectidae. Inga underarter finns listade i Catalogue of Life.